# 水無月夜話
『水無月夜話』（みなづきやわ）は、河合二葉の成人向け漫画作品。漫画ばんがいち2007年7月号・8月号に掲載された。
著者の代表的シリーズ、『セーラー服は着たままで』掲載の合間に発表された中篇。未だに単行本に収録されてはいない。

## あらすじ
タケオは両親の海外転勤により、大学受験までの半年間を祖母、千夜の家で過ごすことになったが、その地で十年ぶりに親戚の水無月夜宵と再会する。ところが、夜宵の姉、小夜子からは水無月家は男子禁制で、タケオは本家の人間ではないと冷たくあしらわれ、祖母からは水無月の本家の女性は恋愛も結婚も許されないから、あまり本家の人間と親しくするな、と警告される。だが、夜宵の落とし物を拾ったことがきっかけで、二人は深夜の神社で密会を重ねるようになる。

## 登場人物
タケオ
主人公で、前半の視点人物。両親のアフリカ転勤のため、祖母、千夜の家に預けられる。コンビニもない寂しい山間の村での生活に辟易していたが、その感慨は夜宵と再会して一変する。祖母の注意を無視し、夜宵と密会を続けるが、夜宵の告白を聞き、あることを決意し、村の塗装工の倉庫を荒らして、数種類の薬品を盗む。
夜宵（やよい）
主人公で、後半の視点人物。タケオと会うまで水無月家のしきたりに従うことに疑問を感じておらず、父親のものになることをほんの数時間前に知らされたばかりであった。十何年ぶりに再会したタケオに次第に惹かれ、夜中の神社で密会を重ねるようになる。水無月の女性は、「主人」のための子供を産むための所有物であることをタケオに告白し、来月の10日には初夜を迎えることを伝え、タケオとともにある決断をする。
小夜子（さよこ）
夜宵の戸籍上の姉にして、母親。16歳で夜宵を産んでいる。水無月のしきたりのため、父親の夜舟に抱かれつづけているが、水無月の跡取りである男子は生まれず、そのために役目を夜宵と分け合うことになっていた。最終的に、水無月の家で暮らすことを選ぶ。
千夜（ちや）
タケオの祖母。先代の水無月の「主人」の妹で、所有物でもあった。タケオが夜宵と親しくなるのを心配しながら見ていたが、孫のある行動に気づき、驚愕する。
夜舟（やしゅう）
小夜子・夜宵の父で、水無月家の当代の「主人」。5年前に妻をなくし、跡継ぎの男子ができないことに焦燥の念を抱いている。